# Jazz Spectacular
Jazz Spectacular ist ein Jazzalbum von Frankie Laine mit Buck Clayton and His Orchestra. Die am 24., 25. und 26. Oktober 1955 in New York City entstandenen Aufnahmen erschienen 1956 auf Columbia Records.

## Hintergrund
Mitte der 1940er-Jahre war Frankie Laine laut Marc Myers ein aufstrebender Clubsänger mit Jazz-Touch. Seine ersten Aufnahmen entstanden 1944 und 1945 in Los Angeles, doch im Sommer 1946 unterschrieb er beim neu gegründeten Label Mercury Records, wo Mitch Miller A&R war. Dort entstand eine Reihe von Jazz-Pop-Hits, darunter „That's My Desire“, „By the River Sainte Marie“ und „Black and Blue“. 1950 erhielt Frankie Laine durch Miller, der inzwischen zum Columbia-Label gewechselt war und dort Leiter der Pop-Abteilung wurde, einen neuen Plattenvertrag. Laine erhielt durch das Angebot den lukrativsten Vertrag der Musikindustrie, bevor 1955 RCA Victor den Sänger Elvis Presley unter Vertrag nahm. Unter den Vertragsbedingungen bei Columbia nahm Laine jede Menge verschiedener Platten auf, darunter Mule Train, Jelousy (Jalousie), Moonlight Gambler, Your Cheatin' Heart sowie andere Popsongs und Alben mit Western-Themen. Diese Schallplatten landeten schnell im Ramsch und wären inzwischen so gut wie vergessen, meint Myers.
Doch wusste Laine immer, dass der Deal seine eigenen Interessen gefährdete; er war eigentlich ein Swing-orientierter Sänger, eng mit Jazzmusikern wie Buck Clayton und Charles Thompson befreundet. Er liebte Jazz und war gerade zu dem Zeitpunkt, als der Bebop Einzug hielt, aus Chicago nach Los Angeles gekommen. Nachdem Laine mit seinen Western-Songs für Columbia kommerziellen Erfolg geliefert hatte, hatte er genug Einfluss, um Miller davon zu überzeugen, ihn jedes Mal, wenn er ein paar Cowboy-Hits lieferte, eine Jazz-orientierte Platte aufnehmen zu lassen. Miller ließ sich darauf ein und Jazz Spectacular war eine dieser „Belohnungsplatten“.

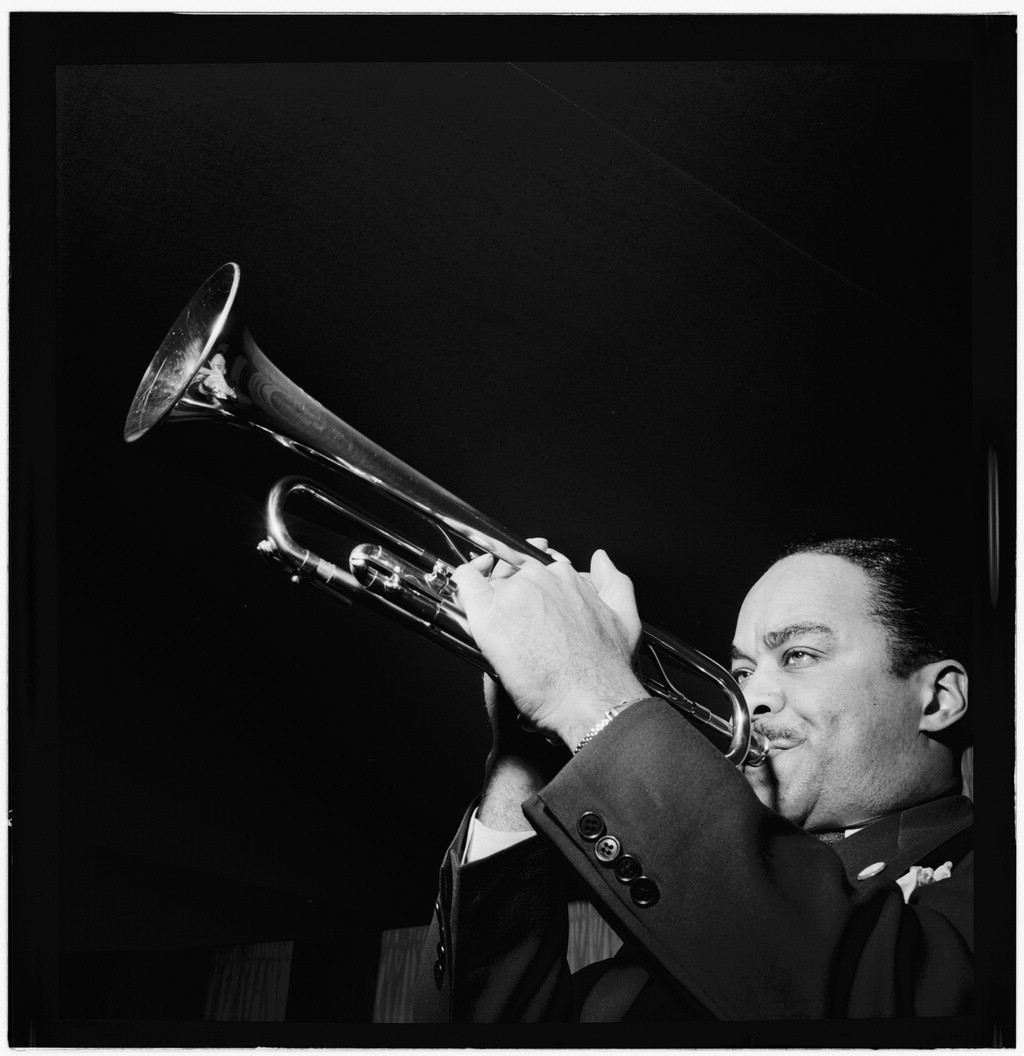
Buck Clayton, fotografiert zwischen 1938 und 1948 von William P. Gottlieb

Die LP für das Columbia-Label war die Idee von Buck Clayton, der mit Laine befreundet war und seine Stimme bewunderte. Charles Granata, Autor der Liner Notes der Neuauflage, interviewte Laine, der sagte:
„Ich sollte in New York sein, um im Club aufzutreten. Ich sagte zu [Produzent] Irv[ing] [Townsend]: „Ich werde zwei Shows pro Abend geben, sodass wir nur am Nachmittag aufnehmen können.“ Und sobald ich hereinkam, begannen wir mit den Aufnahmen, und in drei Tagen hatten wir ein Album. Vor der Sitzung kamen Buck und ich zusammen und besprachen die Melodien. Die meisten Arrangements wurden skizziert, und dann improvisierte der Rest der Band einfach und spielte, was sie wollten. Wir hatten vor der Sitzung keine Proben – wir gingen sie nur einmal durch und machten sie dann. Buck wollte das Gefühl einer Jam-Session erzeugen, aber wir mussten eine gewisse Struktur haben“.
Clayton arrangierte die zehn Gesangsnummern für Laine; die Aufnahmen fanden an drei Nachmittagen im Oktober 1955 in den 30th Street Studios von Columbia statt; abends trat Laine im New Yorker Latin Quarter am Times Square auf. Columbias Studio verfügte über erstklassige Studiomusiker, darunter der Pianist Sir Charles Thompson, die Trompeter Buck Clayton und Ray Copeland, der Tenorsaxophonist Budd Johnson, der Posaunist Urbie Green und (bei einigen Nummern) die Gastposaunisten J. J. Johnson und Kai Winding. Weitere Musiker waren Hilton Jefferson, Big Nick Nicholas, Dave McRae, Clifton Best, Milt Hinton und Jo Jones. Bei „Taking a Chance on Love“ ersetzte Bobby Donaldson Jo Jones am Schlagzeug und J.J. Johnson und Kai Winding sind an der Posaune zu hören. Auf „If You Were Mine“ ist Dickie Wells an der Posaune zu hören. Bei „Roses of Picardy“ ist wieder Johnson und Winding an der Posaune zu hören; Lawrence Brown ersetzte Green.

## Titelliste

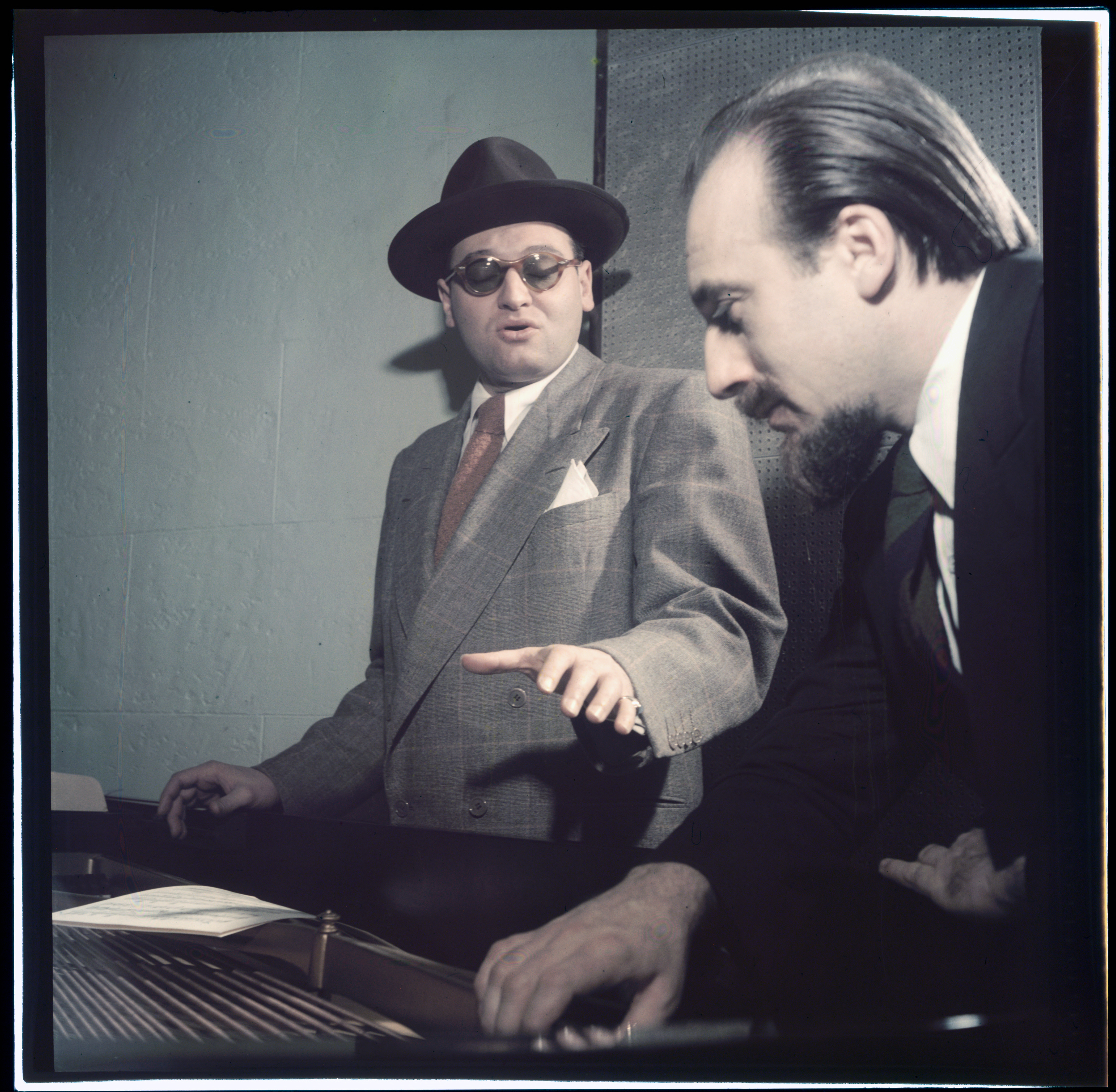
Frankie Laine und Mitch Miller (rechts), New York, zwischen 1946 und 1948. Foro: William P. Gottlieb

- Frankie Laine: Jazz Spectacular (Columbia CL 808)[3]

1. S'posin' (Paul Denniker, Andy Razaf) 4:00
2. Stars Fell on Alabama (Mitchell Parish, Frank Perkins) 5:19
3. Until the Real Thing Comes Along (Sammy Cahn, Saul Chaplin, L.E. Freeman, Mann Holiner, Alberta Nichols) 4:20
4. My Old Flame (Sam Coslow, Arthur Johnston) 3:46
5. You Can Depend on Me (Charles Carpenter, Louis Dunlap, Earl Hines) 5:42
6. That Old Feeling (Lew Brown, Sammy Fain) 6:11
7. Taking a Chance on Love (Vernon Duke, Ted Fetter, John Latouche) 2:46
8. If You Were Mine (Matty Malneck, Johnny Mercer) 4:28
9. Baby, Baby All the Time (Bobby Troup) 4:03
10. Roses of Picardy (Frederick Edward Weatherly, Hayden Wood) 5:27
11. You’d Be So Nice to Come Home To (Cole Porter) 3:16 (Bonus Track, instrumental)

## Rezeption
„Nehmen Sie ein Popmusik-Idol, das schon immer eine Neigung zum Jazz hatte, stellen Sie eine Top-Jazzgruppe hinter ihn, geben Sie ihm neun gute Melodien zum Singen, und man macht einen Mann glücklich. Frankie Laine muss sogar sehr glücklich darüber sein,“ hieß es in einer zeitgenössischen Rezension im Gramophone Record Review. Will Friedwald sieht Laines Album in einer Reihe von „Kammersessions“ seit Mitte der fünfziger Jahre, Billy Eckstines Imagination, Dick Haymes’ zwei Capitol-Alben [Rain or Shine und Moondreams] und Nat King Coles After Midnight.
Scott Yanow verlieh dem Album in Allmusic vier Sterne und schrieb, für diese gut gemeinte LP hätten sich Laine und Buck Clayton mit einer Reihe erstklassiger Jazzmusiker zusammengetan. Clayton und die Jazzmänner würden gut klingen, und obwohl Laines Gesang für Jazzfans sicherlich Geschmackssache sei, gebe es viele Highlights: „You Can Depend on Me“, „Taking a Chance on Love“ und „Roses of Picardy“.
Die Ironie liege natürlich darin, dass [angesichts der Vorgeschichte] Jazz Spectacular (und auch das nachfolgende Album Rockin’) nach wie vor als Frankie Laines beste Columbia-Veröffentlichungen angesehen werden, wertete Marc Myers (Jazzwax) 2023.
Jazz Spectacular bleibe ein spannendes Dokument darüber, was passieren konnte, wenn ein Jazzsänger für ein paar Tage aus seinem Popkäfig gelassen wurde, um die Art von Musik aufzunehmen, die er am meisten mochte, schrieb Marc Myers (2008). Man stelle sich vor, was hätte sein können, wenn Mitch Miller die kreative Vision und den Verstand gehabt hätte, Laine mit einer breiten Palette von Jazzkünstlern zusammenzubringen, darunter Louis Armstrong, Duke Ellington und Coleman Hawkins, und Frankie Laine stärker darauf gedrängt hätte. Für den Sänger war die Popkarriere ein Segen und ein Fluch zugleich; der lange Kampf um Erfolg habe seiner Stimme zwar Eindringlichkeit und Überzeugung verliehen, machte ihm aber auch schmerzlich bewusst, dass Geld und Ruhm oberste Priorität hatten. Das sei bedauerlich.